# Класико дос Класикос
Класико дос Класикос (на португалски: Clássico dos Clássicos) е името на дербито между отборите от Ресифе Наутико и Спорт Ресифе. В превод означава Дерби на Дербитата. Това е едно от най-старите футболни съперничества в Бразилия - първият мач между двата отбора се е състоял на 25 юли 1909 г. (Наутико - Спорт 4:1). Най-много зрители са присъствали на 15 март 1998 г. - 80.203 (Спорт - Наутико 2:0).
|      | Мачове | 0Спорт0 | Равенства | Наутико |
| Общо | 515    | 197     | 145       | 171     |